# Pseudombrophila hepatica
Pseudombrophila hepatica är en svampart som först beskrevs av August Johann Georg Karl Batsch, och fick sitt nu gällande namn av Johannes van Brummelen 1995. Pseudombrophila hepatica ingår i släktet Pseudombrophila och familjen Pyronemataceae.   Inga underarter finns listade i Catalogue of Life.